# Vincelles (Yonne)
Vincelles – miejscowość i gmina we Francji, w regionie Burgundia-Franche-Comté, w departamencie Yonne.
Według danych na rok 1990 gminę zamieszkiwało 826 osób, a gęstość zaludnienia wynosiła 66 osób/km² (wśród 2044 gmin Burgundii Vincelles plasuje się na 283. miejscu pod względem liczby ludności, natomiast pod względem powierzchni na miejscu 768.).